# خبزه
خبزه (به عربی: خبزة) یک منطقهٔ مسکونی در یمن است که در استان بیضاء واقع شده‌است.